# Reithberg (Oststeirisches Hügelland)
Der Reithberg ist ein 460 Meter hoher Berg im Oststeirischen Hügelland.
Der Berg liegt zwischen Kirchbach in Steiermark und Kirchberg an der Raab am Übergang zum Raabtal, 500 Meter nördlich von der gleichnamigen Siedlung Reithberg.
Der Reithberg bildet eine Wasserscheide. Die Entwässerung des Berges fließt nordöstlich über den Reithgrabenbach und später die Raab in die Donau, während sie in südwestlicher Richtung über den Tössengraben, den Saßbach und später die Drau auch in die Donau fließt. Die benachbarten Übergänge sind Toter Mann und das Hochegg.